# 24. srbska brigada (NOVJ)
Za druge 24. brigade glejte 24. brigada.
24. srbska brigada je bila brigada v sestavi Narodnoosvobodilne vojske in partizanskih odredov Jugoslavije in ki je delovala med drugo svetovno vojno na področju Kraljevine Jugoslavije.

## Organizacija
- štab
- 3x bataljon